# Seznam hokejistů draftovaných týmem Ottawa Senators

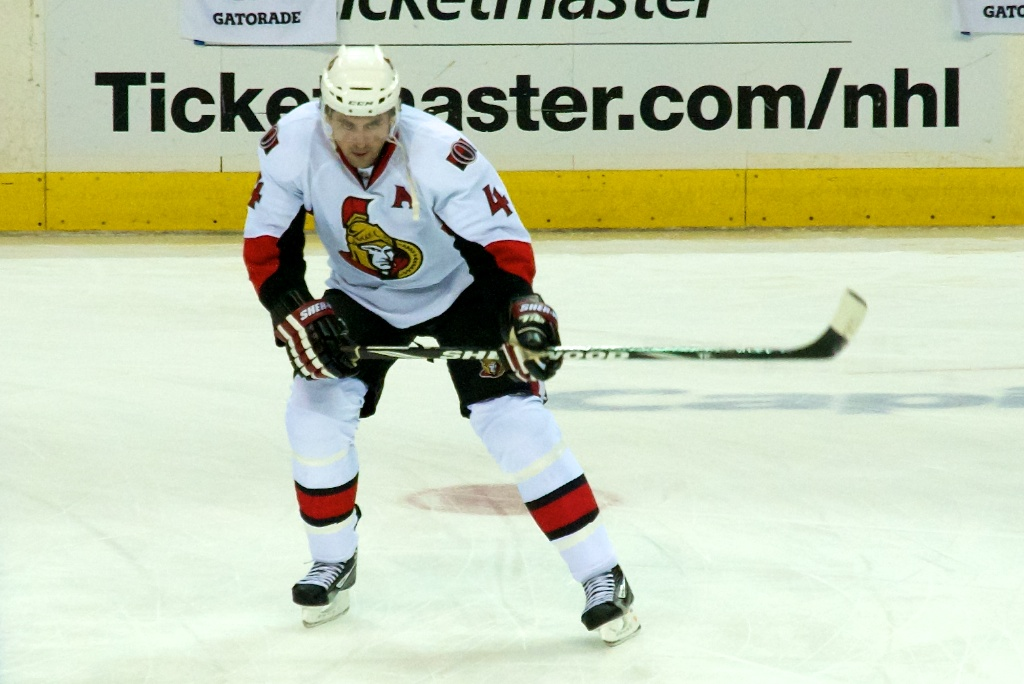
Chris Phillips byl draftován z 1. místa v roce 1996.

Toto je kompletní seznam hokejistů, kteří byli draftováni v NHL do týmu Ottawa Senators. To zahrnuje každého hráče, který byl draftován, bez ohledu na to, zda hrál za tým.

## Draft 1. kola

### Historie prvního kola
| † | Hráč který byl vybrán do hokejové síně slávy | Hráč který byl vybrán do hokejové síně slávy | Hráč který byl vybrán do hokejové síně slávy |
| * | Draftován z 1. místa                         | Draftován z 1. místa                         | Draftován z 1. místa                         |
| ≠ | Hráč který neodehrál žádný zápas v NHL       | Hráč který neodehrál žádný zápas v NHL       | Hráč který neodehrál žádný zápas v NHL       |

| Rok  | Místo | Hráč              | Pozice               | Stát      | Předchozí tým (liga)                   |
| ---- | ----- | ----------------- | -------------------- | --------- | -------------------------------------- |
| 1992 | 2     | Alexej Jašin      | Centr a levé křídlo  | Rusko     | HC Dynamo Moskva (RSL)                 |
| 1993 | 1*    | Alexandre Daigle  | Centr                | Kanada    | Victoriaville Tigres (QMJHL)           |
| 1994 | 3     | Radek Bonk        | Centr                | Česko     | Las Vegas Thunder (IHL)                |
| 1995 | 1*    | Bryan Berard      | Obránce              | USA       | Detroit Junior Red Wings (OHL)         |
| 1996 | 1*    | Chris Phillips    | Obránce              | Kanada    | Prince Albert Raiders (WCHL)           |
| 1997 | 12    | Marián Hossa      | Pravé křídlo         | Slovensko | Dukla Trenčín (Slovnaft extraliga)     |
| 1998 | 15    | Mathieu Chouinard | Brankář              | Kanada    | Shawinigan Cataractes (QMJHL)          |
| 1999 | 26    | Martin Havlát     | Pravé křídlo         | Česko     | HC Oceláři Třinec (ELH)                |
| 2000 | 21    | Anton Volčenkov   | Obránce              | Rusko     | HC CSKA Moskva (RSL-2)                 |
| 2001 | 2     | Jason Spezza      | Centr                | Kanada    | Windsor Spitfires (OHL)                |
| 2001 | 23    | Tim Gleason       | Obránce              | USA       | Windsor Spitfires (OHL)                |
| 2002 | 16    | Jakub Klepiš      | Centr                | Česko     | Portland Winter Hawks (WHL)            |
| 2003 | 29    | Patrick Eaves     | Pravé křídlo         | USA       | Boston College (NCAA)                  |
| 2004 | 23    | Andrej Meszároš   | Obránce              | Slovensko | Dukla Trenčín (Slovnaft extraliga)     |
| 2005 | 9     | Brian Lee         | Obránce              | USA       | Lincoln Stars (USHL)                   |
| 2006 | 28    | Nick Foligno      | Centr a levé křídlo  | USA       | Sudbury Wolves (OHL)                   |
| 2007 | 29    | Jim O'Brien       | Centr a obránce      | USA       | University of Minnesota (NCAA)         |
| 2008 | 15    | Erik Karlsson     | Obránce              | Švédsko   | Frölunda HC (SuperElit) a (Elitserien) |
| 2009 | 9     | Jared Cowen       | Obránce              | Kanada    | Spokane Chiefs (WHL)                   |
| 2010 | Nikdo | Nikdo             | Nikdo                | Nikdo     | Nikdo                                  |
| 2011 | 6     | Mika Zibanejad    | Centr a pravé křídlo | Švédsko   | Djurgårdens IF Hockey (Elitserien)     |
| 2011 | 21    | Stefan Noesen≠    | Pravé křídlo         | USA       | Plymouth Whalers (OHL)                 |
| 2011 | 24    | Matt Puempel≠     | Levé křídlo          | Kanada    | Peterborough Petes (OHL)               |
| 2012 | 15    | Cody Ceci≠        | Obránce              | Kanada    | Ottawa 67's (OHL)                      |

### Celkový výběr

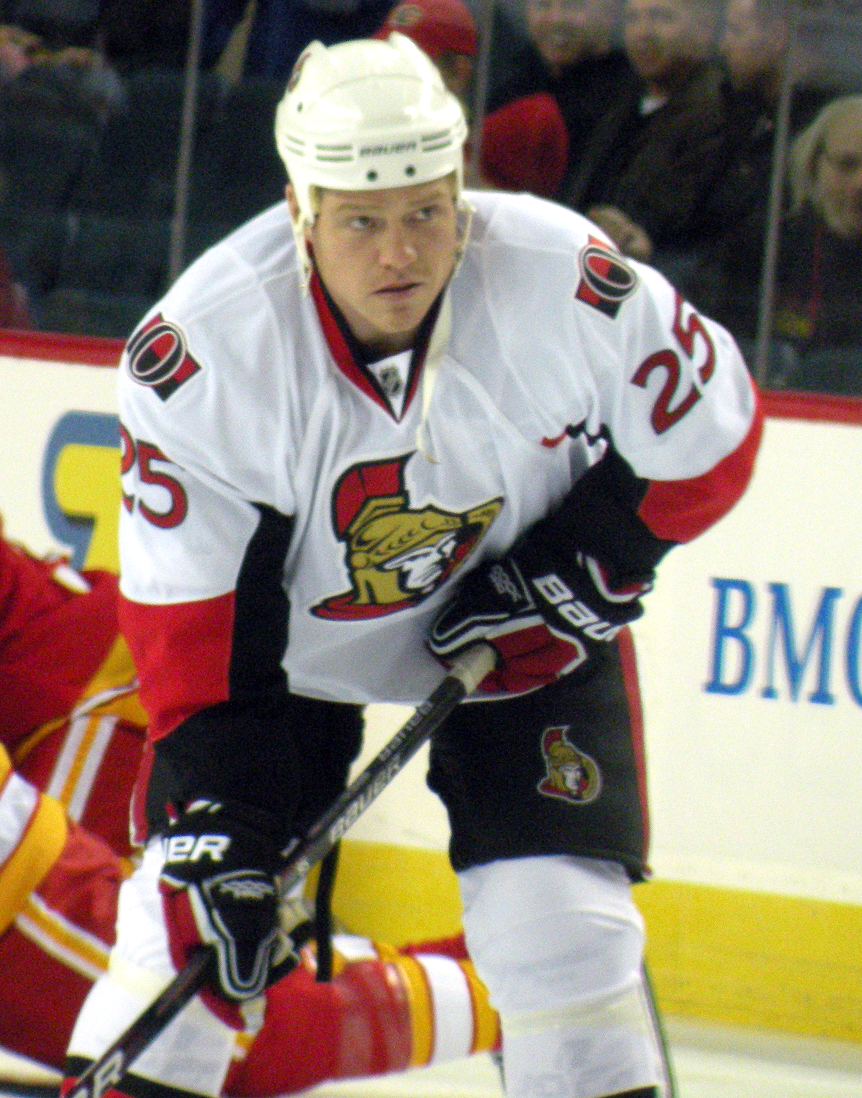
Chris Neil byl draftován ze 161. místa v roce 1998.

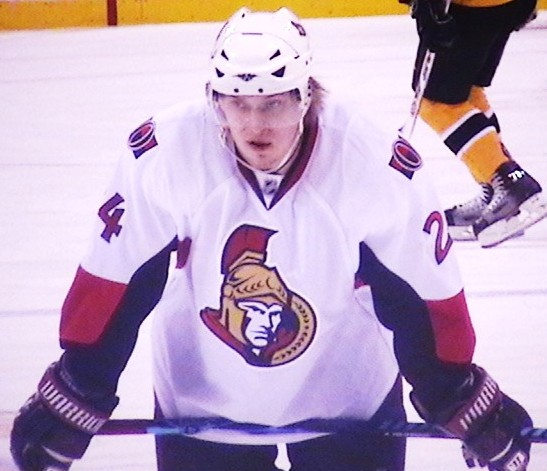
Anton Volčenkov byl draftován ze 21. místa v roce 2000.

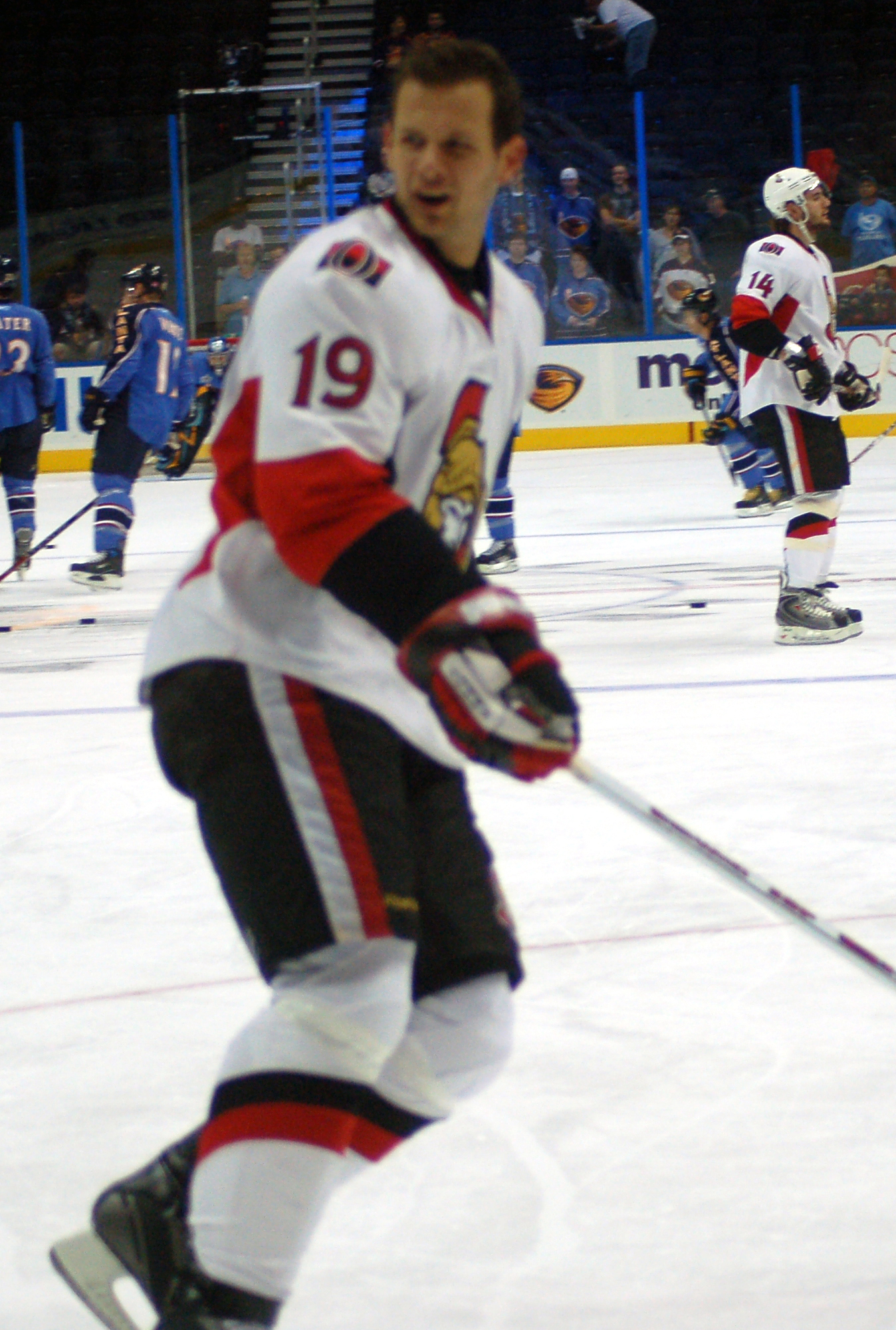
Jason Spezza byl draftován z 2. místa v roce 2001.

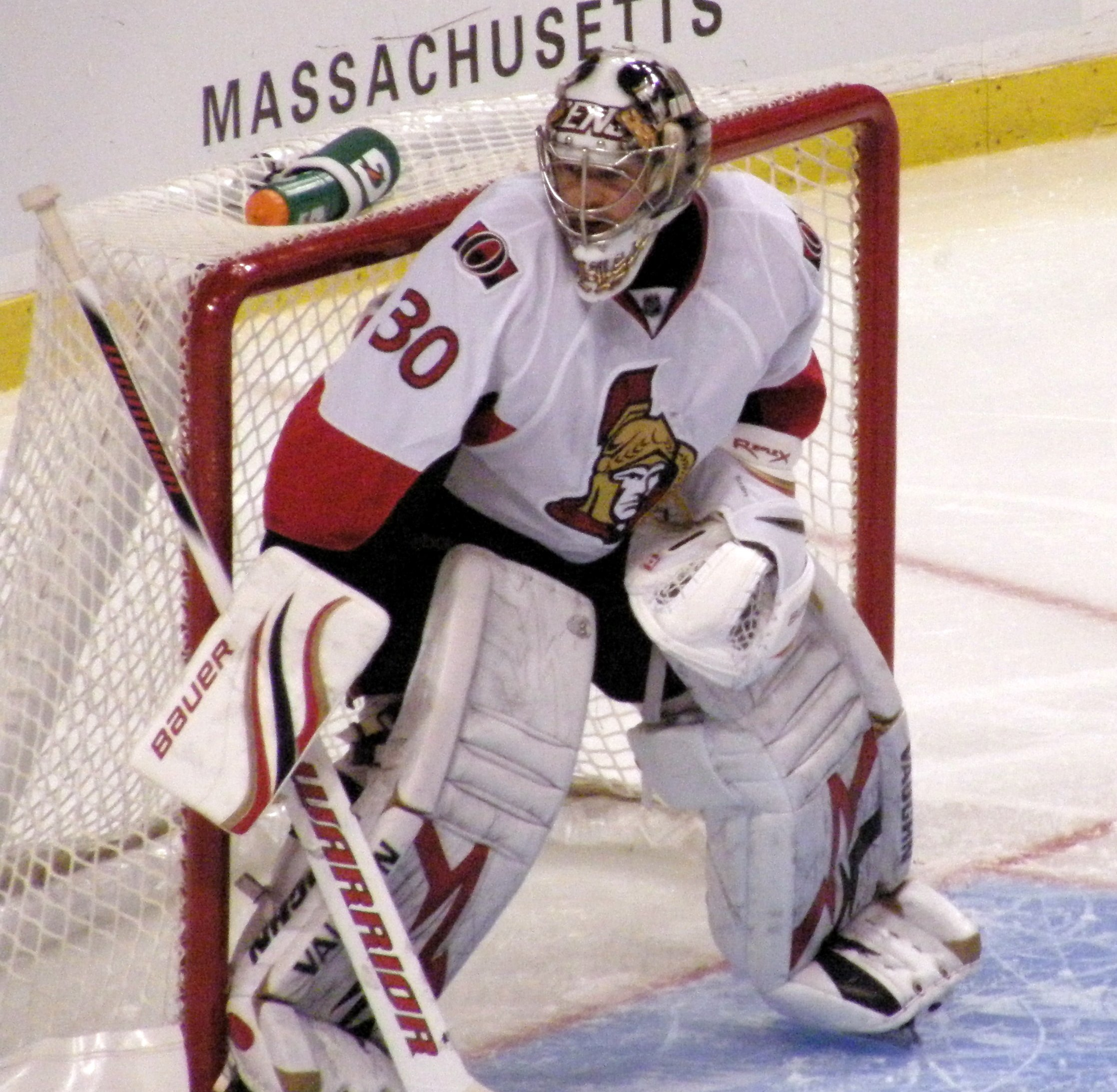
Brian Elliott byl draftován z 291. místa v roce 2003.

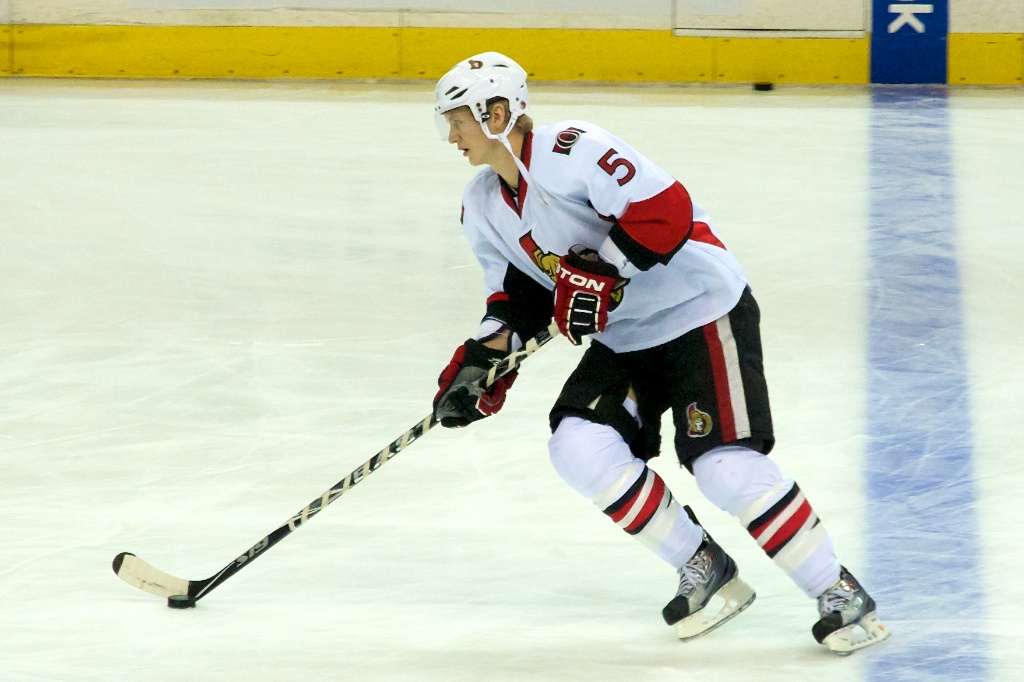
Brian Lee byl draftován z 9. místa v roce 2005.

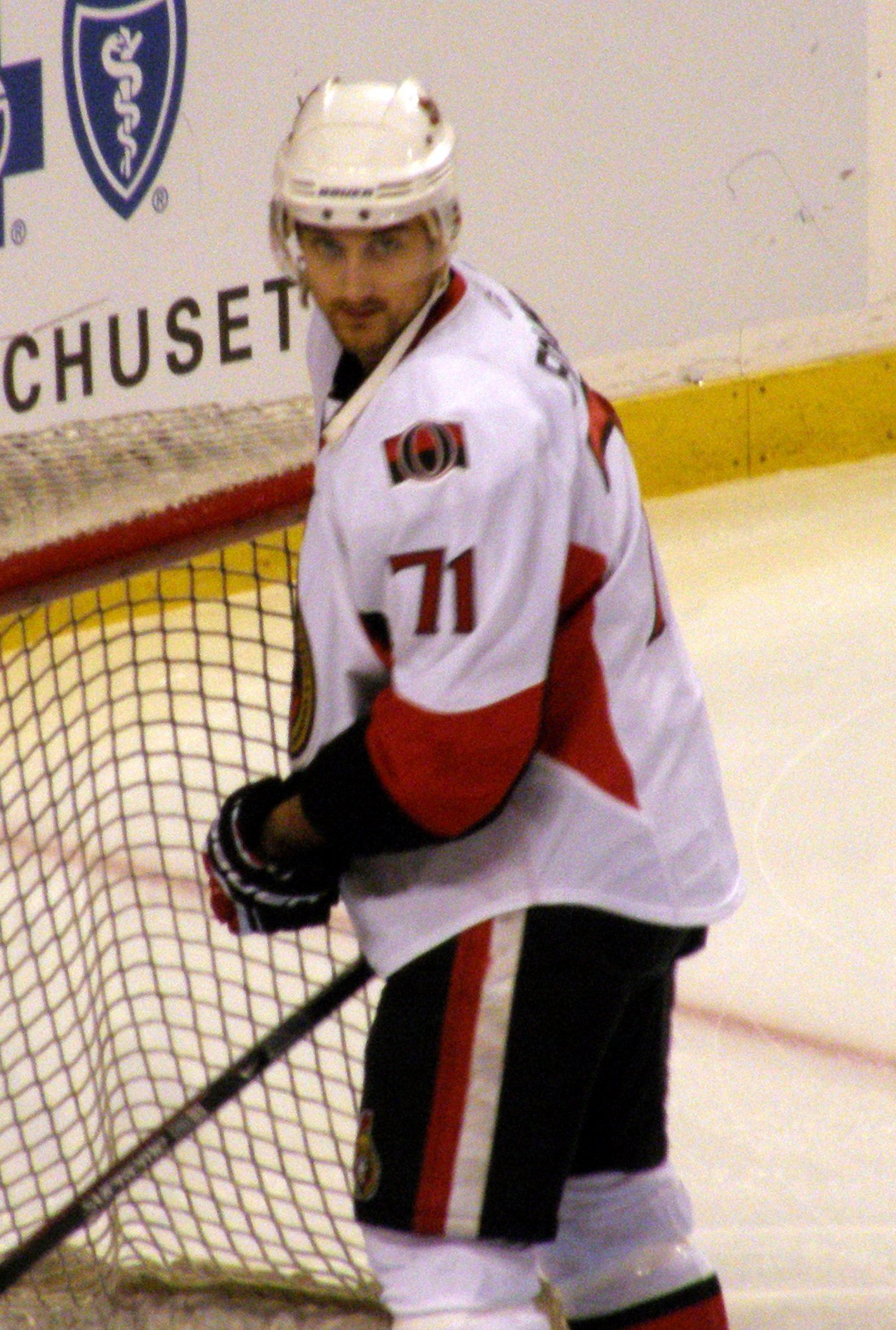
Nick Foligno byl draftován z 28. místa v roce 2006.

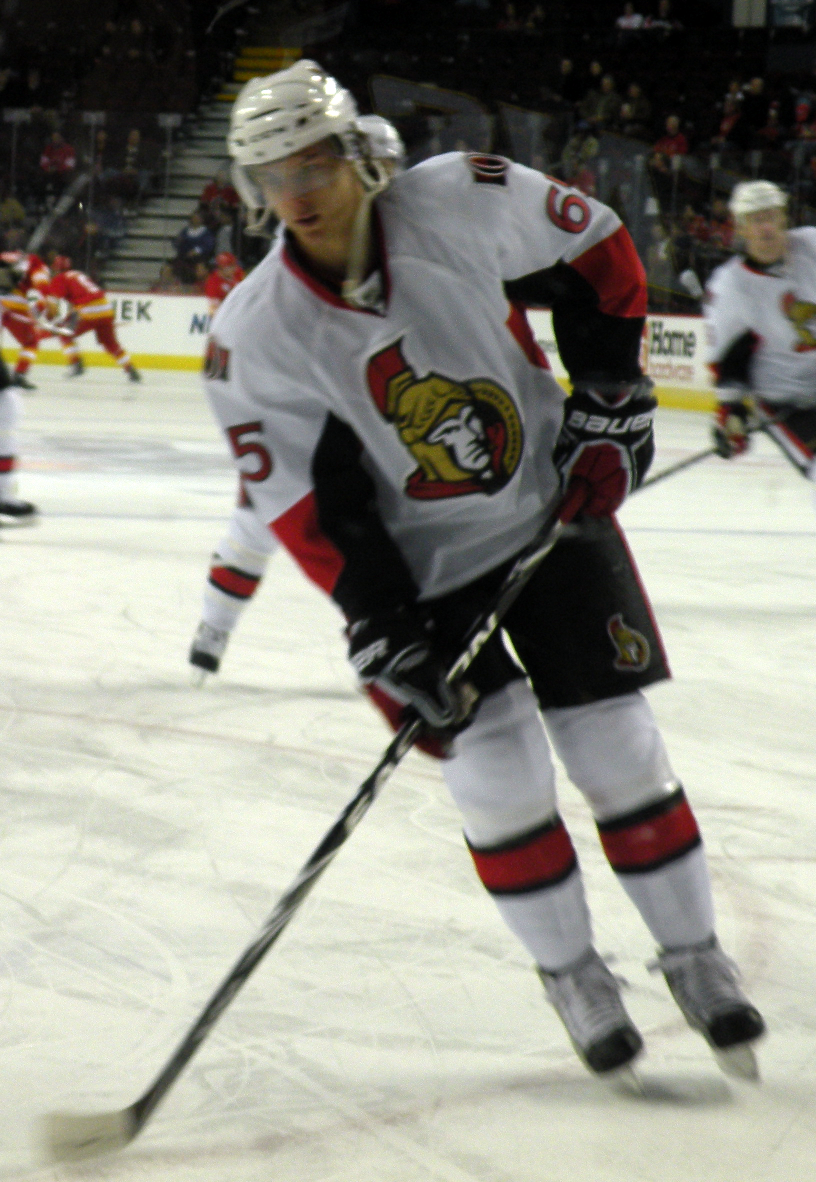
Erik Karlsson byl draftován ze 15. místa v roce 2008.

|  | Hráči kteří hráli nejméně jeden zápas v NHL |
|  | Hráči kteří si zahráli v NHL All-Star Game  |

| Rok  | Kolo | Místo | Hráč                  | Pozice               |
| ---- | ---- | ----- | --------------------- | -------------------- |
| 1992 | 1    | 2     | Alexej Jašin          | Centr a levé křídlo  |
| 1992 | 2    | 25    | Chad Penney           | Obránce              |
| 1992 | 3    | 50    | Patrick Traverse      | Obránce              |
| 1992 | 4    | 73    | Radek Hamr            | Obránce              |
| 1992 | 5    | 98    | Daniel Guerard        | Pravé křídlo         |
| 1992 | 6    | 121   | Alan Sinclair         | Obránce              |
| 1992 | 7    | 146   | Jaroslav Miklenda     | Brankář              |
| 1992 | 8    | 169   | Jay Kenney            | Obránce              |
| 1992 | 9    | 194   | Claude Savoie         | Pravé křídlo         |
| 1992 | 10   | 217   | Jake Grimes           | Centr                |
| 1992 | 11   | 242   | Tomáš Jelínek         | Pravé křídlo         |
| 1992 | 11   | 264   | Petter Ronnquist      | Brankář              |
| 1993 | 1    | 1     | Alexandre Daigle      | Pravé křídlo         |
| 1993 | 2    | 27    | Radim Bičánek         | Obránce              |
| 1993 | 3    | 53    | Patrick Charbonneau   | Brankář              |
| 1993 | 4    | 91    | Cosmo Dupaul          | Levé křídlo          |
| 1993 | 6    | 131   | Rick Bodkin           | Centr                |
| 1993 | 7    | 157   | Sergej Poliščuk       | Obránce              |
| 1993 | 8    | 183   | Jason Disher          | Obránce              |
| 1993 | 9    | 209   | Toby Kvalevog         | Brankář              |
| 1993 | 9    | 227   | Pavol Demitra         | Centr                |
| 1993 | 10   | 235   | Rick Schuhwerk        | Obránce              |
| 1994 | 1    | 3     | Radek Bonk            | Centr                |
| 1994 | 2    | 29    | Stanislav Neckář      | Obránce              |
| 1994 | 4    | 81    | Bryan Masotta         | Brankář              |
| 1994 | 6    | 131   | Mike Gaffney          | Obránce              |
| 1994 | 6    | 133   | Daniel Alfredsson     | Pravé křídlo         |
| 1994 | 7    | 159   | Doug Sproule          | Útočník              |
| 1994 | 9    | 210   | Frédéric Cassivi      | Brankář              |
| 1994 | 9    | 211   | Danny Dupont          | Obránce              |
| 1994 | 10   | 237   | Steve MacKinnon       | Útočník              |
| 1994 | 11   | 274   | Antti Törmänen        | Levé křídlo          |
| 1995 | 1    | 1     | Bryan Berard          | Obránce              |
| 1995 | 2    | 27    | Marc Moro             | Obránce              |
| 1995 | 3    | 53    | Brad Larsen           | Levé křídlo          |
| 1995 | 4    | 89    | Kevin Bolibruck       | Obránce              |
| 1995 | 4    | 103   | Kevin Boyd            | Levé křídlo          |
| 1995 | 6    | 131   | David Hruška          | Pravé křídlo         |
| 1995 | 8    | 183   | Kaj Linna             | Obránce              |
| 1995 | 8    | 184   | Ray Schultz           | Obránce              |
| 1995 | 9    | 231   | Erik Kaminski         | Pravé křídlo         |
| 1996 | 1    | 1     | Chris Phillips        | Obránce              |
| 1996 | 4    | 81    | Antti-Jussi Niemi     | Obránce              |
| 1996 | 6    | 136   | Andreas Dackell       | Pravé křídlo         |
| 1996 | 7    | 163   | Francois Hardy        | Obránce              |
| 1996 | 8    | 212   | Erich Goldmann        | Obránce              |
| 1996 | 9    | 216   | Ivan Čiernik          | Pravé křídlo         |
| 1996 | 9    | 239   | Sami Salo             | Obránce              |
| 1997 | 1    | 12    | Marián Hossa          | Pravé křídlo         |
| 1997 | 3    | 58    | Jani Hurme            | Brankář              |
| 1997 | 3    | 66    | Josh Langfeld         | Pravé křídlo         |
| 1997 | 5    | 119   | Magnus Arvedson       | Levé křídlo          |
| 1997 | 6    | 146   | Jeffrey Sullivan      | Obránce              |
| 1997 | 7    | 173   | Robin Bacul           | Útočník              |
| 1997 | 8    | 203   | Nick Gillis           | Pravé křídlo         |
| 1997 | 9    | 229   | Karel Rachůnek        | Obránce              |
| 1998 | 1    | 15    | Mathieu Chouinard     | Brankář              |
| 1998 | 2    | 44    | Mike Fisher           | Centr                |
| 1998 | 2    | 58    | Chris Bala            | Levé křídlo          |
| 1998 | 3    | 74    | Julien Vauclair       | Obránce              |
| 1998 | 4    | 101   | Petr Ščastlivyj       | Levé křídlo          |
| 1998 | 5    | 130   | Gavin McLeod          | Obránce              |
| 1998 | 6    | 161   | Chris Neil            | Pravé křídlo         |
| 1998 | 7    | 188   | Michel Periard        | Obránce              |
| 1998 | 8    | 223   | Sergej Verenkin       | Pravé křídlo         |
| 1998 | 9    | 246   | Rastislav Pavlikovský | Centr                |
| 1999 | 1    | 26    | Martin Havlát         | Pravé křídlo         |
| 1999 | 2    | 48    | Simon Lajeunesse      | Brankář              |
| 1999 | 2    | 62    | Teemu Sainomaa        | Centr                |
| 1999 | 3    | 94    | Chris Kelly           | Centr                |
| 1999 | 5    | 154   | Andrew Ianiero        | Levé křídlo          |
| 1999 | 6    | 164   | Martin Prusek         | Brankář              |
| 1999 | 7    | 201   | Mikko Ruutu           | Pravé křídlo         |
| 1999 | 7    | 209   | Layne Ulmer           | Centr                |
| 1999 | 7    | 213   | Alexandre Giroux      | Centr                |
| 1999 | 9    | 269   | Konstantin Gorovikov  | Pravé křídlo         |
| 2000 | 1    | 21    | Anton Volčenkov       | Obránce              |
| 2000 | 2    | 45    | Mathieu Chouinard     | Brankář              |
| 2000 | 2    | 55    | Antoine Vermette      | Centr                |
| 2000 | 3    | 87    | Jan Boháč             | Centr                |
| 2000 | 4    | 122   | Derrick Byfuglien     | Obránce              |
| 2000 | 5    | 156   | Greg Zanon            | Obránce              |
| 2000 | 5    | 157   | Grant Potulny         | Centr                |
| 2000 | 5    | 158   | Sean Connolly         | Obránce              |
| 2000 | 6    | 188   | Jason Maleyko         | Obránce              |
| 2000 | 9    | 283   | James DeMone          | Obránce              |
| 2001 | 1    | 2     | Jason Spezza          | Centr                |
| 2001 | 1    | 23    | Tim Gleason           | Obránce              |
| 2001 | 3    | 81    | Neil Komadoski        | Obránce              |
| 2001 | 4    | 99    | Ray Emery             | Brankář              |
| 2001 | 4    | 127   | Christoph Schubert    | Obránce              |
| 2001 | 5    | 162   | Stefan Schauer        | Obránce              |
| 2001 | 6    | 193   | Brooks Laich          | Centr                |
| 2001 | 7    | 218   | Jan Platil            | Obránce              |
| 2001 | 7    | 223   | Brandon Bochenski     | Pravé křídlo         |
| 2001 | 8    | 235   | Neil Petruic          | Obránce              |
| 2001 | 8    | 256   | Gregg Johnson         | Útočník              |
| 2001 | 9    | 286   | Toni Dahlman          | Pravé křídlo         |
| 2002 | 1    | 16    | Jakub Klepiš          | Centr                |
| 2002 | 2    | 47    | Alexej Kajgorodov     | Centr                |
| 2002 | 3    | 75    | Arttu Luttinen        | Levé křídlo          |
| 2002 | 4    | 113   | Scott Dobben          | Levé křídlo          |
| 2002 | 4    | 125   | Johan Björk           | Obránce              |
| 2002 | 5    | 150   | Brock Hooton          | Pravé křídlo         |
| 2002 | 8    | 246   | Josef Vávra           | Levé křídlo          |
| 2002 | 9    | 276   | Vitalij Aťjušov       | Centr                |
| 2003 | 1    | 29    | Patrick Eaves         | Pravé křídlo         |
| 2003 | 2    | 67    | Igor Mirnov           | Útočník              |
| 2003 | 3    | 100   | Philippe Seydoux      | Obránce              |
| 2003 | 4    | 135   | Mattias Karlsson      | Obránce              |
| 2003 | 5    | 142   | Tim Cook              | Obránce              |
| 2003 | 5    | 166   | Sergej Gimajev        | Obránce              |
| 2003 | 7    | 228   | Will Colbert          | Obránce              |
| 2003 | 8    | 260   | Ossi Louhivaara       | Pravé křídlo         |
| 2003 | 9    | 291   | Brian Elliott         | Brankář              |
| 2004 | 1    | 23    | Andrej Meszároš       | Obránce              |
| 2004 | 2    | 58    | Kirill Ljamin         | Obránce              |
| 2004 | 3    | 77    | Shawn Weller          | Levé křídlo          |
| 2004 | 3    | 87    | Peter Regin           | Centr                |
| 2004 | 3    | 89    | Jeff Glass            | Brankář              |
| 2004 | 4    | 122   | Alexandr Nikulin      | Centr                |
| 2004 | 5    | 141   | Jim McKenzie          | Pravé křídlo         |
| 2004 | 5    | 156   | Roman Wick            | Pravé křídlo         |
| 2004 | 7    | 219   | Joe Cooper            | Pravé křídlo         |
| 2004 | 8    | 251   | Matt McIlvane         | Centr                |
| 2004 | 9    | 284   | John Wikner           | Levé křídlo          |
| 2005 | 1    | 9     | Brian Lee             | Obránce              |
| 2005 | 3    | 70    | Vitalij Anikejenko    | Obránce              |
| 2005 | 4    | 95    | Cody Bass             | Centr                |
| 2005 | 4    | 98    | Ilya Zubov            | Centr                |
| 2005 | 4    | 115   | Janne Kolehmainen     | Centr                |
| 2005 | 5    | 136   | Tomáš Kudělka         | Obránce              |
| 2005 | 6    | 186   | Dmitrij Megalinskij   | Obránce              |
| 2005 | 7    | 204   | Colin Greening        | Centr                |
| 2006 | 1    | 28    | Nick Foligno          | Levé křídlo          |
| 2006 | 3    | 68    | Eric Gryba            | Obránce              |
| 2006 | 3    | 91    | Kaspars Daugavins     | Levé křídlo          |
| 2006 | 4    | 121   | Pierre-Luc Lessard    | Obránce              |
| 2006 | 5    | 151   | Ryan Daniels          | Brankář              |
| 2006 | 6    | 181   | Kevin Koopman         | Obránce              |
| 2006 | 7    | 211   | Erik Condra           | Pravé křídlo         |
| 2007 | 1    | 29    | Jim O'Brien           | Centr                |
| 2007 | 2    | 60    | Ruslan Baškirov       | Levé křídlo          |
| 2007 | 3    | 90    | Louie Caporusso       | Levé křídlo          |
| 2007 | 4    | 120   | Ben Blood             | Obránce              |
| 2008 | 1    | 15    | Erik Karlsson         | Obránce              |
| 2008 | 2    | 42    | Patrick Wiercioch     | Obránce              |
| 2008 | 3    | 79    | Zack Smith            | Centr                |
| 2008 | 4    | 109   | André Petersson       | Pravé křídlo         |
| 2008 | 4    | 119   | Derek Grant           | Centr                |
| 2008 | 5    | 139   | Mark Borowiecki       | Obránce              |
| 2008 | 7    | 199   | Emil Sandin           | Levé křídlo          |
| 2009 | 1    | 9     | Jared Cowen           | Obránce              |
| 2009 | 2    | 39    | Jakob Silfverberg     | Levé a pravé křídlo  |
| 2009 | 2    | 46    | Robin Lehner          | Brankář              |
| 2009 | 4    | 100   | Chris Wideman         | Obránce              |
| 2009 | 5    | 130   | Mike Hoffman          | Centr                |
| 2009 | 5    | 146   | Jeff Costello         | Levé křídlo          |
| 2009 | 6    | 160   | Corey Cowick          | Levé křídlo          |
| 2009 | 7    | 190   | Brad Peltz            | Levé křídlo          |
| 2009 | 7    | 191   | Michael Sdao          | Obránce              |
| 2010 | 3    | 76    | Jakub Culek           | Levé křídlo          |
| 2010 | 4    | 106   | Marcus Sorensen       | Pravé křídlo         |
| 2010 | 6    | 176   | Mark Stone            | Pravé křídlo         |
| 2010 | 7    | 196   | Bryce Aneloski        | Obránce              |
| 2011 | 1    | 6     | Mika Zibanejad        | Centr a Pravé křídlo |
| 2011 | 1    | 21    | Stefan Noesen         | Pravé křídlo         |
| 2011 | 1    | 24    | Matt Puempel          | Levé křídlo          |
| 2011 | 2    | 61    | Shane Prince          | Centr                |
| 2011 | 4    | 96    | Jean-Gabriel Pageau   | Pravé křídlo         |
| 2011 | 5    | 126   | Fredrik Claesson      | Obránce              |
| 2011 | 6    | 156   | Darren Kramer         | Centr                |
| 2011 | 6    | 171   | Max McCormick         | Levé křídlo          |
| 2011 | 7    | 186   | Jordan Fransoo        | Obránce              |
| 2011 | 7    | 204   | Ryan Dzingel          | Útočník              |
| 2012 | 1    | 15    | Cody Ceci             | Obránce              |
| 2012 | 3    | 76    | Chris Driedger        | Brankář              |
| 2012 | 3    | 82    | Jarrod Maidens        | Centr                |
| 2012 | 4    | 106   | Tim Boyle             | Obránce              |
| 2012 | 5    | 136   | Robbie Baillargeon    | Centr                |
| 2012 | 6    | 166   | François Brassard     | Brankář              |
| 2012 | 7    | 196   | Mikael Wikstrand      | Obránce              |